# Ippodromo Euroitalia
Ippodromo Euroitalia är en travbana i Casarano i provinsen Lecce i Italien.

## Om banan
Ippodromo Euroitalia ligger mitt i Casarano, på Italiens klack. Anläggningen har en total yta på ca 50 hektar.
Huvudbanan är 1000 meter lång och 25,3 meter bred. På banan arrangeras både travlopp och galopplöp. Det finns även en träningsbana på insidan av huvudbanan. Banans stallbacke har 102 boxplatser för hästar, och har även en veterinärsklinik i anslutning till boxplatserna. 
Banan är utrustad med belysning för tävlingar på kvällstid.